# Levinsenia kirbyae
Levinsenia kirbyae är en ringmaskart som beskrevs av Lovell 2002. Levinsenia kirbyae ingår i släktet Levinsenia och familjen Paraonidae. Inga underarter finns listade i Catalogue of Life.